# Taranowiec

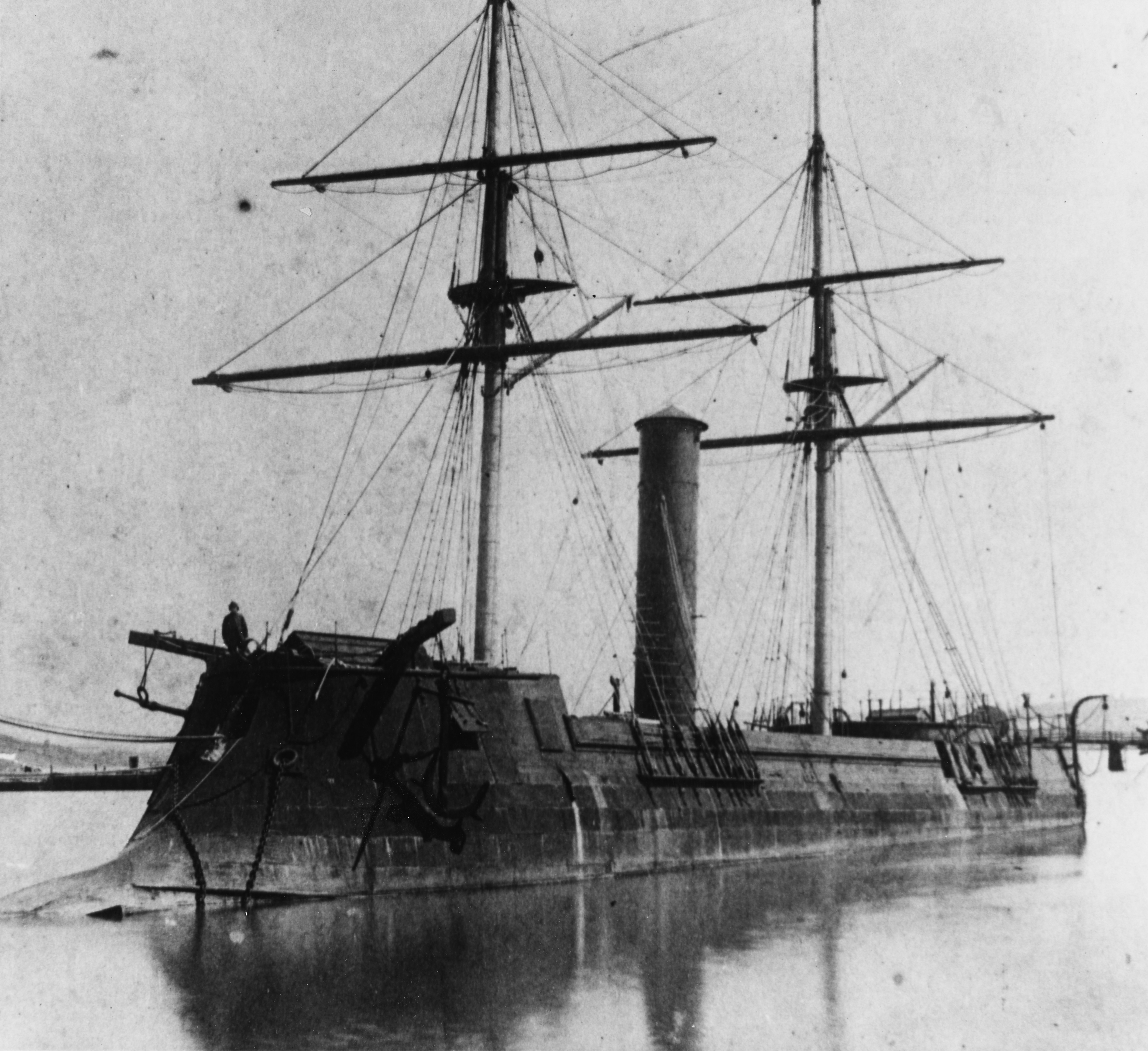
Taranowiec pancerny CSS „Stonewall”

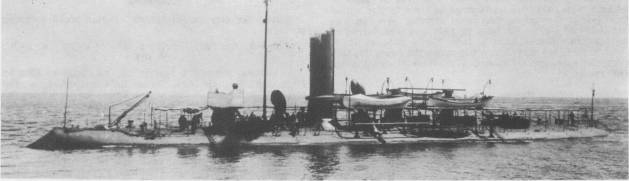
Taranowiec USS „Katahdin”

Taranowiec (ang. naval ram) – dawna klasa okrętów o napędzie parowym, której podstawowym przeznaczeniem było niszczenie okrętów przeciwnika przez taranowanie (uderzanie własnym dziobem w okręt w celu jego uszkodzenia i zatopienia). Była to klasa nieliczna i niejednolita, wyróżniana głównie w latach 60. XIX wieku podczas wojny secesyjnej w Ameryce Północnej.
Taranowce różniły się znacznie konstrukcją – klasyfikowano tak zarówno okręty pancerne (jak włoski „Affondatore” i amerykański CSS „Virginia”), jak i nieopancerzone (jak amerykańskie rzeczne taranowce, np. „Queen of the West”). Większość okrętów miała taran na dziobie, część miała jedynie wzmocniony dziób (rzeczne taranowce). Taranowce miały z reguły odpowiednio silną konstrukcję kadłuba. Część okrętów tej klasy miała ponadto silne uzbrojenie artyleryjskie (np. CSS „Virginia” lub CSS „Albemarle”) i była też klasyfikowana jako „okręt pancerny taranujący” (ironclad ram), część miała słabe uzbrojenie bądź była nieuzbrojona.
Na dużą skalę taranowce użyte były podczas amerykańskiej wojny secesyjnej, zwłaszcza na rzekach (kampania na Missisipi). Obie strony używały tam znacznej liczby taranowców przebudowanych z rzecznych statków bocznokołowych lub tylnokołowych, bez tarana, a jedynie ze wzmocnionym dziobem, słabo uzbrojonych. Nie posiadały one opancerzenia, lub posiadały jedynie słabą osłonę drewnianą.
Klasa odrębnie ujmowanych taranowców szybko zanikła, a taran stał się powszechnym elementem konstrukcji okrętów budowanych do końca I wojny światowej, uzupełniającym jedynie uzbrojenie artyleryjskie. Prawdopodobnie ostatnim okrętem zbudowanym jako taranowiec był amerykański USS „Katahdin” z 1896.